# Exide
Die Exide Technologies S.A.S. mit Sitz in Gennevilliers bei Paris ist heute mit Niederlassungen in mehr als 80 Ländern einer der weltweit größten Hersteller und Recycler von Bleiakkumulatoren für den Automobil- und Industriebereich. 
Exide produziert eine breite Palette von Batterie- und Energiespeichersystemen in den Bereichen Transportation, Motive Power und Network Power und deckt eine Vielzahl von Anwendungsbereichen ab. Im Geschäftsjahr 2020 erwirtschaftete der Konzern mit etwa 5.000 Mitarbeitern Umsätze in Höhe von 1,4 Milliarden Euro. In Deutschland produziert das Unternehmen an zwei Standorten – in Büdingen in Hessen und Bad Lauterberg im Harz.

## Geschichte
Gegründet wurde Exide Technologies im Jahre 1888 durch W. W. Gibbs unter dem Namen Electric Storage Battery Company. In den 1990er Jahren hat Exide Technologies einige namhafte europäische Batteriehersteller übernommen, so zum Beispiel im Jahr 1995 die französische CEAC (Compagnie Européenne d’Accumulateurs), die ihrerseits im Jahr 1991 die Accumulatorenfabrik Sonnenschein übernommen hatte. Exide integrierte die Marke „Sonnenschein“ in das Produktportfolio und machte sich mit der Marke weltweit als ein führendes Unternehmen bei Gel-Akkumulatoren einen Namen. Ebenfalls 1995 übernahm der US-amerikanische Konzern Exide Technologies die Anteile der Hagen Batterie AG von der spanischen Tudor-Gruppe. Sonnenschein und Hagen Batterie existieren heute noch als Markennamen.
Am 19. Mai 2020 gab Exide Technologies bekannt, dass es einen Verkaufsprozess für sein nordamerikanisches Geschäft durchführt und ein freiwilliges Verfahren nach Chapter 11 eingeleitet wurde, um den Verkauf zu erleichtern. Die Bereiche EMEA und Asia-Pacific sind nicht als Schuldner in der nordamerikanischen Chapter-11-Anmeldung enthalten.  Im Juli 2020 verkaufte Exide sein nordamerikanisches Geschäft an die Investmentfirma Atlas Holdings. Atlas benannte das Batteriegeschäft in  Stryten Manufacturing und die Recyclingabteilung in Element Resources um. Mit dem Serviceprovider Motrex Inc. wurden diese unter Edison Group Companies organisiert.
Am 27. Oktober 2020 wurde bekanntgegeben, dass das EMEA- und APAC-Geschäft als "Exide Technologies S.A.S." mit Sitz in Gennevilliers weitergeführt wird. Neuer Eigentümer ist die "Energy Technologies Holdings, LLC".

## Geschäftsfelder und Produkte
Transportation
Der Geschäftsbereich Transportation beinhaltet die Erstausrüstung und das Ersatzteilgeschäft. Exide bietet Batterien für Pkw mit und ohne Start-Stopp-System, Lkw, Busse, Motorräder, Boote, Landmaschinen, Baumaschinen, Wohnwagen und -mobile an. Zusätzlich offeriert Exide auch Zubehör, wie Ladegeräte, Batteriemanagementsysteme und Batterietester.
Exide Technologies vertreibt seine Akkumulatoren unter verschiedenen Marken wie zum Beispiel Exide Batteries, Deta, Sonnak, Tudor, Fulmen und bietet folgende Produkte an:
Pkw-Batterien
- Nassbatterien: Von Standardbatterien über Batterien mit Karbon-Additiven bis zu rekuperationsfähigen EFB (Enhanced-Flooded-Battery)- Batterien
- VRLA-Batterien: Rekuperationsfähige (Spiral-) AGM-Batterien
- Hilfsbatterien für Full-Hybrid-Fahrzeuge und Fahrzeuge mit Start-Stop-Technologie

Lkw-Batterien
- Von Standard- über Heavy-Duty- und Super-Heavy-Duty- bis zu hochvibrationsfesten EFB-Batterien und von Hybridbatterien (Ca/Sb) mit geringer Wartung bis zu wartungsfreien Ca/Ca-Batterien und Gel-Batterien

Motorrad-Batterien
- Von Standard-Nassbatterien über AGM- und Lithium-Ionen- bis hin zu Gel-Batterien

Versorgungsbatterien für Wohnmobile, Wohnwagen und Boote
- Von Standard-Nassbatterien über (Spiral-) AGM- und Lithium-Ionen- bis hin zu Gel-Batterien

Industrie
Zum Geschäftsbereich Industrie GNB Industrial Power gehören Batterien für stationäre Anwendungen wie Telekommunikationssysteme und unterbrechungsfreie Stromversorgung (USV) sowie mobile Anwendungen wie Gabelstapler, Reinigungsmaschinen und elektrische Rollstühle.
Unter den Marken Sonnenschein, TENSOR, Classic, Marathon und Sprinter werden im Industrie-Bereich eine Vielzahl verschiedener Batteriespeicherlösungen angeboten. Daneben bietet Exide Ladegeräte, einen umfassenden Service und eine detaillierte Projektierung.
GNB Network Power
Das Batterie-Programm umfasst stationäre Batterien für die Anwendungen Telekommunikationssysteme, Rechenzentren, Sicherheitssysteme, Sicherheitsbeleuchtung, erneuerbare Energien, Bahn- und Militärausrüstung und weitere.
- Blockbatterien: Von Standard-Nassbatterien über AGM- bis zu Gel-Batterien
- 2V-Zellen: Von Standard-Zellen, bis zu Gel-Zellen
- 48V Lithium-Ionen-System

GNB Motive Power
Das Batterie-Programm umfasst Traktionsbatterien für die Anwendungen Intralogistik, Reinigungsmaschinen, Schlepper, Fahrerlose Transportsysteme, Reinigungsmaschinen, elektrische Rollstühle und weitere.
- Blockbatterien: Von Standard-Nassbatterien über AGM- und Lithium-Ionen bis zu Gel-Batterien
- Trog-Batterien: Von Standard-Zellen bis zu Gel-Zellen und Lithium-Ionen-Batterien
- Modernste Ladegeräte und Batterie-Monitoring- und Flottenmanagement-Systeme

## Recycling
Weltweit betreibt Exide neun Anlagen zum Recycling von Bleiakkumulatoren. 99% der  Komponenten der Batterie (Kunststoffgehäuse, Elektrolyt und das Blei aus Elektrode, Verbinder und Pol) können in diesen Anlagen zurückgewonnen und zur Herstellung neuer Produkte verwendet werden. Die hohe Recycling-Quote macht Bleiakkumulatoren umweltverträglich.

## Forschung und Entwicklung
Exide betreibt weltweit Analyselabore und elektrische Prüffelder, es gibt auch ein Labor für die Entwicklung von Akkumulator-Prototypen sowie Grundlagenforschung. Das Entwicklungsteam ist unter anderem in den Bereichen Design, Verfahrenstechnik, Metall, Kohlenstoff, Keramik und Polymere tätig. Der Bereich Global RD&E beschäftigt sich mit der Nutzung von Batterie-Chemien, wie zum Beispiel Blei-Säure und Lithium-Ionen sowie anwendungsübergreifenden Technologien, um eine Maximierung der Leistung, die Steigerung der Energieeffizienz und die Beschleunigung der globalen Entwicklung neuer Produkte über Produkt- und Geschäftsbereiche hinweg zu erreichen. Die Organisation befasst sich zudem mit der Forschung und Produktentwicklung für große Speicheranwendungen im Bereich der erneuerbaren Energien und zukünftiger Fahrzeugkonzepte. Die Forschungs- und Entwicklungszentren befinden sich in Milton – GA (USA), Büdingen (Deutschland) und Azuqueca (Spanien).